# Бріхень
Бріхень, Бріхені (рум. Briheni) — село у повіті Біхор в Румунії. Входить до складу комуни Лунка.
Село розташоване на відстані 368 км на північний захід від Бухареста, 73 км на південний схід від Ораді, 96 км на захід від Клуж-Напоки, 122 км на північний схід від Тімішоари.

## Населення
За даними перепису населення 2002 року у селі проживали 377 осіб, з них 371 особа (98,4%) румунів. Рідною мовою 375 осіб (99,5%) назвали румунську.